# Francisco António Fernandes da Silva Ferrão
Francisco António Fernandes da Silva Ferrão (Coimbra, 3 de julho de 1798 — Lisboa, 5 de março de 1874) nasceu em Coimbra e aí foi baptizado a 23 de julho de 1798, sendo filho de António Fernandes da Silva e Antónia Maria. 
Natural da freguesia de São Pedro, de Coimbra, filho de António Fernandes da Silva Ferrão e de D. Antónia Maria Ferrão.  
Matriculou-se em Direito na Universidade de Coimbra em 4 de outubro de 1814 e formou-se em Cânones a 24 de maio de 1819. Dispensado do acto de repetição por Carta Régia de 3 de maio de 1819, recebeu as insígnias doutorais a 4 de junho de 1820. 
Perseguido como liberal, foi objecto de inquérito pela Junta Expurgatória instalada em Coimbra em 1823. 
Foi vice-conservador da Universidade de Coimbra por designação da Junta do Porto (1826). 
Silva Ferrão pertenceu à Sociedade Patriótica Portuense, tendo integrado, com o posto de furriel, a Companhia do Batalhão de Voluntários Académicos (1826). 
Por essa época terá sido iniciado maçon, pertencendo mesmo a uma loja da qual fazia parte Joaquim António de Aguiar. Membro do Supremo Conselho do Grau 33 (1840-1867), exerceu funções de grande-conservador-geral do Grande Oriente de Portugal (1851-1854), sendo grão-mestre o 1.º visconde de Oliveira. 
Desembargador do Tribunal da Relação de Lisboa (1835), Silva Ferräo colaborou nos trabalhos da Sociedade Jurídica. Na redacção dos seus Annaes, jornal que inaugurou a história do periodismo jurídico português. 
Ainda em 1835, integra, com José Cupertino de Agular Ottolini, Abel Maria Jordão, Elias da Cunha Pessoa e Filipe Arnaud de Medeiros a comissão encarregada pelo Governo da reforma judicial. 
Membro honorário do Tribunal do Tesouro Público — que substituiu o Erário Régio — criado pelo Decreto n.° 22 de 11 de julho de 1828 (Mouzinho da Silveira), foi procurador-geral da Fazenda (1838). 
Por Decreto de 12 de julho de 1839 passou a fazer parte como vogal e mais tarde presidiu a comissão destinada a examinar as transacções realizadas entre o Tesouro Público e a Casa de Bragança. 
A 10 de março de 1847, Silva Ferrão foi nomeado juiz-conselheiro do Supremo Tribunal de Justiça. 
Foi, por pouco tempo, Ministro da Justiça (de 22 de agosto a 18 de dezembro de 1847, Duque de Saldanha) no gabinete do marquês de Saldanha. Silva Ferrão voltaria ao Governo em 1851 (Duque de Saldanha) na pasta dos Negócios da Fazenda ( de 5 de agosto a 21 de agosto de 1851), vindo a ser substituído por António Maria Fontes Pereira de Melo. A demissão do ministro prendeu-se com a campanha movida pelo jornal cabralista 0 Estandarte, que o acusou de interesses obscuros enquanto procurador-geral da Fazenda. 
Foi eleito deputado em julho de 1836, pela Estremadura, mas não chegou a tomar posse devido à Revolução de Setembro. Seria de novo eleito para a legislatura de 1842-1845, eleito pela Estremadura (juramento a 7 de janeiro de 1843), e para a de 1846, também pela Estremadura (juramento a 19 de janeiro de 1846). 
Foi nomeado par do Reino por Carta Régia de 23 de outubro de 1851. Na sessão de 14 de outubro de 1844, foi discutido um parecer da Comissão de Legislação sobre uma proposta do Governo para a criação e regulamentação dos conselhos disciplinares dos tribunais judiciais. Silva Ferrão defendeu ser mais conveniente que os respectivos membros fossem tirados a sorte, e não por antiguidade. Uma emenda sua de acordo com esta ideia foi porém rejeitada pelo plenário. No ano de 1845 foi eleito para a Comissão Especial destinada a rever o projecto de reforma das penitenciárias (11 de janeiro de 1845). A sessão de 13 de janeiro de 1845 ocupou-se do projecto de reforma judiciária que já vinha do ano anterior. Silva Ferrão propôs várias emendas ao texto do projecto, quase todas aceites pela Câmara. Em 21 de janeiro de 1845 interveio na discussão da lei sobre os forais. A segunda e última legislatura que Silva Ferrão frequentou na câmara baixa foi a de 1846. Na Câmara dos Pares apresentou, em 1858, um projecto de código regulamentar do crédito predial. Em 21 de janeiro de 1861 pertencia a Comissão de Legislação que se ocupou da questão predial. Na sessão de 13 de fevereiro de 1860, apresentou na Câmara dos Pares um longo projecto de lei para regulamentar a inviolabilidade dos direitos civis e políticos dos cidadãos, tendo por base a liberdade e a segurança do individuo e da propriedade. Foi autor de um importante projecto de código regulamentar de crédito predial que haveria de ser traduzido em francês e impresso na Bélgica (Code Réglementaire du Credit Foncier présenté a la Chambre des Pairs de Portugal dans Ia séance du 12 Juillet, Bruxelas, 1858). Adversário da pena de morte, subscreveu o parecer da Câmara dos Pares relativo à proposta de abolição da pena capital. 
Sócio efectivo da Academia das Ciências de Lisboa (1862), Silva Ferrão foi agraciado com a grã-cruz da Ordem de Santiago da Espada, a comenda da Ordem de Cristo e por carta de Conselho. D. Pedro II do Brasil conferiu-nos a Ordem da Rosa.
Silva Ferrão foi autor de vasta obra, jurídica, de que se salienta:
- Repertorio commentado sobre foraes e doações regias (1848)
- Tractado sobre Direitos e encargos da sereníssima casa de Bragança (1852).
- Theoria do Direito Penal applicada ao Codigo Penal Portuguez, em oito volumes (1856-1857).

Casou a 7 de junho de 1835 na Igreja Paroquial da Ajuda, Lisboa, com D. Emília Balbina Castelo Branco Caldeira, de quem teve filhos e enviuvou, tendo casado em segundas núpcias com D. Isabel Maria da Conceição Guimarães a 6 de outubro de 1866 na Igreja de São Vicente de Fora.
Faleceu aos 75 anos de idade, na Rua dos Cardais de Jesus, número 70, freguesia das Mercês, de Lisboa, onde residia. Foi sepultado no seu jazigo (número 1111) do Cemitério dos Prazeres.